# فيرجيل هانت
فيرجيل هانت (بالرومانية: Virgil Hnat)‏ مواليد 1936، كان لاعب كرة يد روماني أصبح مدرباً لعب كوسط. مثل منتخب رومانيا لكرة اليد. حقق المركز الأول في بطولة العالم لكرة اليد للرجال 1961.

## الميداليات
| الميدالية | المسابقة                           |
| --------- | ---------------------------------- |
| ذهبية     | بطولة العالم لكرة اليد للرجال 1961 |
| ذهبية     | بطولة العالم لكرة اليد للرجال 1964 |